# ساسا مونه‌کیو
ساسا مونه‌کیو (به ژاپنی: 佐々 宗淳 さっさ むねきよ)، ۲۴ ژوئن ۱۶۴۰–۳۱ ژوئیه ۱۶۹۸ راهب و محقق کنفوسیوسی در اوایل دوره ادو بود. نام مستعار او جیچوکو، نام مستعارش شیبوکو، نام دوران کودکی‌اش شیماسوکه بود و معمولاً با نام سوکسابورو شناخته می‌شد.
او به توکوگاوا میتسوکونی، ارباب قلمرو میتو، خدمت می‌کرد. گفته می‌شود که او الگوی ساساکی سوکسابورو، شخصیتی در داستان «میتو کومون» است.